# Coelorinchus macrorhynchus
Coelorinchus macrorhynchus är en fiskart som beskrevs av Smith och Lewis Radcliffe 1912. Coelorinchus macrorhynchus ingår i släktet Coelorinchus och familjen skolästfiskar. Inga underarter finns listade i Catalogue of Life.